# Open Door
Open Door è un singolo del rapper statunitense Mike Shinoda, pubblicato il 30 giugno 2020 come unico estratto dal secondo album in studio Dropped Frames Vol. 1.

## Descrizione
Si tratta dell'unico brano non strumentale dell'album ed è caratterizzato dalla partecipazione vocale di sette fan scelti dal rapper attraverso un contest svoltosi su Twitch. Una prima versione era stata originariamente mostrata da Shinoda il 17 marzo 2020 in occasione di una diretta da lui tenuta su Instagram, nella quale ha mostrato il processo di composizione e missaggio dello stesso.

## Promozione
Il 18 marzo 2020 Shinoda ha reso disponibile una versione demo del brano, invitando successivamente i fan a cantarne il ritornello, spiegando che avrebbe selezionato un vincitore per la versione finale. Quattro giorni più tardi il rapper, in collaborazione con Typespire, ha indotto un concorso al fine di creare anche una copertina per il singolo.
Open Door è stato infine pubblicato il 30 giugno dello stesso anno, accompagnato dalle b-side Super Galaxtica e Osiris, anch'esse inserite nell'album.

## Video musicale
Il video, diretto da Ana Ginter, è stato reso disponibile il 10 luglio 2020 attraverso il canale YouTube del rapper e mostra una raccolta di filmati inerenti alla creazione del brano su Twitch, tra cui anche quelli dei sette fan selezionati da Shinoda per cantare il ritornello.

## Tracce
Download digitale
1. Open Door – 3:06
2. Super Galaxtica – 2:29
3. Osiris – 3:18

Download digitale – remix
1. Open Door (The Apollo Remix) – 3:16

## Formazione
- Mike Shinoda – voce, strumentazione, produzione
- Ai Mori – voce aggiuntiva
- Debbie Darroch – voce aggiuntiva
- Jessy Boray – voce aggiuntiva
- Joar Westerlund – voce aggiuntiva
- Pershard Owens – voce aggiuntiva
- Sage Douglas – voce aggiuntiva
- Slava – voce aggiuntiva